# Doraemon 3: Makai no dungeon
Doraemon 3: Makai no dungeon (ドラえもん3 魔界のダンジョン?, Doraemon 3 - Makai no danjon) è un videogioco di ruolo pubblicato esclusivamente in Giappone dalla Epoch per PlayStation nel 2000. È ispirato al celebre manga Doraemon di Fujiko F. Fujio.

## Accoglienza
Doraemon 3: Makai no dungeon ha ottenuto un punteggio di 24/40 dalla rivista Famitsū, basato sulla somma dei punteggi (da 0 a 10) dati al gioco da quattro recensori della rivista.